# Кубок світу з біатлону 2015—2016 — етап 8
Восьмий етап Кубка світу з біатлону 2015—16 відбудеться в Преск-Айлі, США, з 11 по 14 лютого 2016 року. Змагання проходитимуть на базі спортивного центру The Nordic Heritage Center.
До програми етапу включено 6 гонок: спринт та гонка переслідування у чоловіків та жінок, а також чоловіча і жіноча естафети.

## Гонки
Розклад гонок наведено нижче.
| Дата                  | Час                   | Гонка                                     |
| --------------------- | --------------------- | ----------------------------------------- |
| 11 лютого             | 16:30 CET             | Чоловіки, спринт на 10 км                 |
| 11 лютого             | 18:40 CET             | Жінки, спринт на 7.5 км                   |
| 12 лютого             | 17:30 CET             | Чоловіки, гонка переслідування на 12.5 км |
| 12 лютого             | 19:10 CET             | Жінки, гонка переслідування на 10 км      |
| 13 лютого             | 20:30 CET             | Чоловіки, естафета, 4x7.5 км              |
| 14 лютого → 13 лютого | 18:10 CET → 22:10 CET | Жінки, естафета, 4x6 км                   |

Початково етап кубку світу з біатлону в Преск-Айлі був розрахований на чотири змагальні дні, однак протягом етапу відбулось суттєве зниження температури повітря. В день проведення гонок переслідування стовпчик термометра опустився до -20 °C. З огляду на те, що на неділю передбачались ще сильніші морози, жіночу естафету було перенесено на суботу (13 лютого).

### Чоловіки
| Гонка:                                                                         | Золото:                                                              | Час                                                       | Срібло:                                                               | Час                                       | Бронза:                                                            | Час                                                   |
| Спринт 10 км Протокол [Архівовано 14 лютого 2016 у Wayback Machine.]           | Йоганнес Бо Норвегія                                                 | 24:38.8 (0+0)                                             | Антон Шипулін Росія                                                   | +27.9 (0+0)                               | Мартен Фуркад Франція                                              | +28.9 (0+1)                                           |
| Переслідування 12,5 км Протокол [Архівовано 15 лютого 2016 у Wayback Machine.] | Мартен Фуркад Франція                                                | 31:04.4 (1+1+0+0)                                         | Йоганнес Бо Норвегія                                                  | +24.8 (1+0+0+2)                           | Антон Шипулін Росія                                                | +1:11.5 (1+0+0+1)                                     |
| Естафета 4 х 7,5 км Протокол [Архівовано 16 лютого 2016 у Wayback Machine.]    | Норвегія Ларс Хелге Біркеланд Ерлен Бйонтегард Йоганнес Бо Тар'єй Бо | 1:12:09.8 (0+3) (0+0) (0+0) (0+0) (0+2) (0+1) (0+0) (0+1) | Франція Сімон Фуркад Кентен Фійон Майє Сімон Детьє Жан-Гійом Беатрікс | +30.1 (0+0) (0+1) (0+1) (0+0) (0+0) (0+0) | Німеччина Ерік Лессер Андреас Бірнбахер Даніель Бем Бенедикт Долль | +42.6 (0+0) (0+0) (0+3) (0+2) (0+3) (0+1) (0+1) (0+1) |

### Жінки
| Гонка:                                                                       | Золото:                                                                   | Час                                                       | Срібло:                                                            | Час                                                   | Бронза:                                                               | Час                                       |
| Спринт 7,5 км Протокол [Архівовано 14 лютого 2016 у Wayback Machine.]        | Габріела Соукалова Чехія                                                  | 20:02.2 (0+0)                                             | Сюзан Данклі США                                                   | +17.8 (0+0)                                           | Христина Гузик Польща                                                 | +19.1 (0+0)                               |
| Переслідування 10 км Протокол [Архівовано 15 лютого 2016 у Wayback Machine.] | Габріела Соукалова Чехія                                                  | 31:24.6 (0+0+3+0)                                         | Кайса Мякяряйнен Фінляндія                                         | +34.0 (0+1+2+0)                                       | Марі Дорен-Абер Франція                                               | +38.8 (1+0+4+0)                           |
| Естафета 4х6 км Протокол [Архівовано 16 лютого 2016 у Wayback Machine.]      | Чехія Ева Пускарчикова Люсі Харватова Габріела Соукалова Вероніка Віткова | 1:07:11.0 (0+2) (0+0) (0+2) (1+3) (0+0) (0+2) (0+2) (0+3) | Україна Ірина Варвинець Наталія Бурдига Юлія Джима Олена Підгрушна | +25.2 (0+1) (0+1) (0+3) (0+1) (0+1) (0+0) (0+2) (0+3) | Німеччина Франциска Пройс Луіза Куммер Міріам Гесснер Каролін Горхлер | +25.4 (0+0) (0+1) (0+1) (1+3) (0+1) (0+0) |

## Досягнення
Перша перемога на етапах Кубка світу
Найкращий виступ за кар'єру
|  |  |

Перша гонка в Кубку світу
|  |  |